# Arte audiovisual

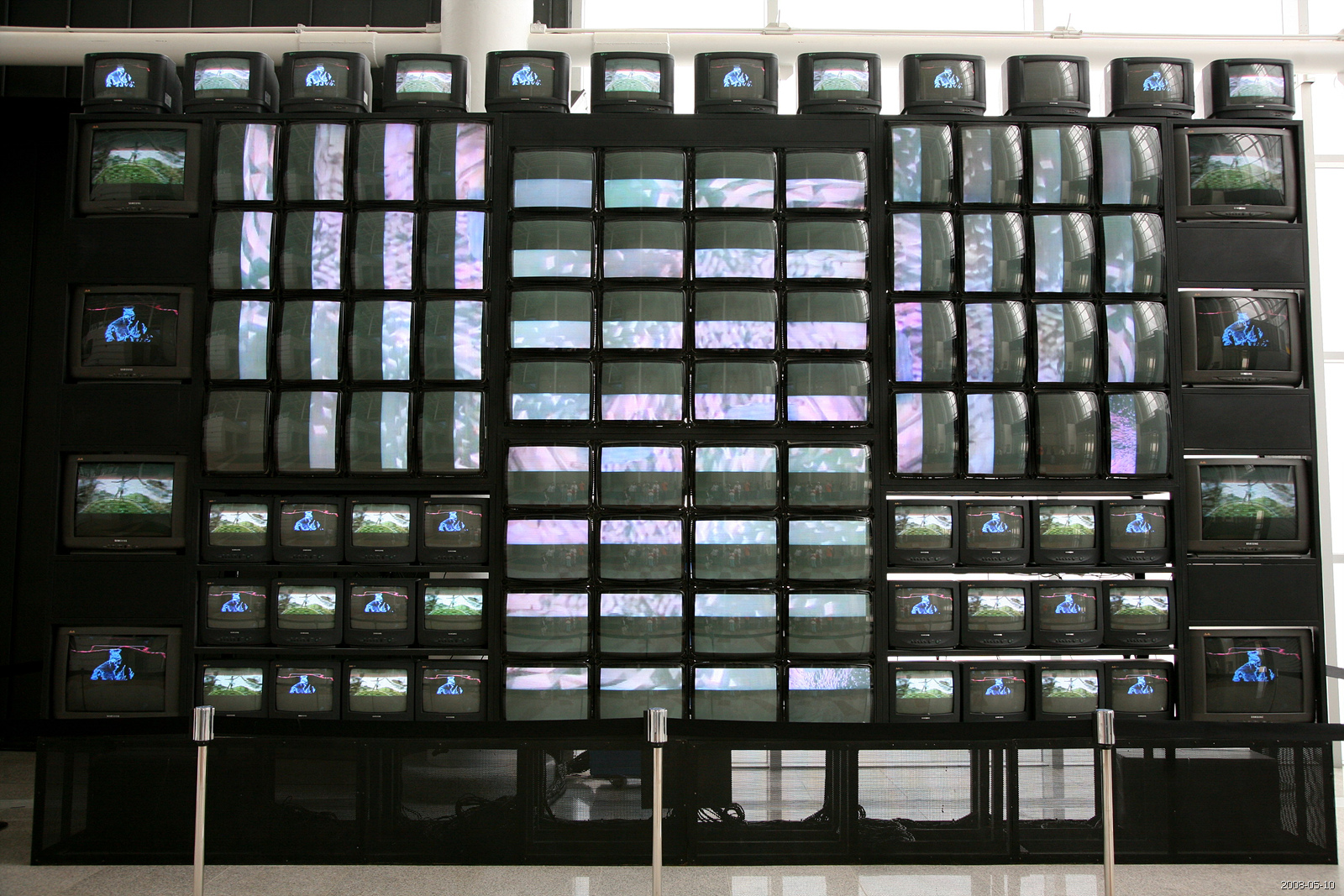
108 Tourments, de Nam June Paik.

El arte audiovisual se puede definir como la exploración artística mediante lo visual (por ejemplo, una película) y lo auditivo (por ejemplo, una canción). Dicha relación entre lo visual y lo auditivo transmite a la audiencia diferentes emociones, sentimientos o mensajes. Ejemplos de arte visual son la música visual, el cine abstracto, las instalaciones artísticas audiovisuales, los diarios audiovisuales, un videoclip, el video mapping el videoarte de los años 70 e incluso el vaporwave de los años 2000.
El libro Art and the Senses cita a los artistas futuristas italianos, Fortunato Depero y Luigi Russolo, como diseñadores de máquinas de arte en 1915 para crear una experiencia multisensorial de sonido, movimiento y color. En la década de 1970, Harry Bertoia creó esculturas sonoras de objetos para tener un efecto multisensorial, explorando las relaciones entre el sonido, el evento iniciador y las propiedades materiales de los objetos. n un ejemplo con conexiones musicales manifiestas, The Oxford Handbook of New Audiovisual Aesthetics cita al músico Lustmord como alguien cuya práctica atraviesa el arte audiovisual y los principales medios de comunicación, donde su trabajo no es «tradicionalmente musical» y tiene «aspectos claramente visuales».

## Galería
| [[Archivo:\|center\|border\|250x240px\|alt=\|]] |
|                                                 |

|                           |
| H Box, en Yokohama, Japón |

|                            |
| Hardware abierto Milkymist |

|                         |
| Arte generativo (Freej) |

|                                        |
| Generador de sonidos (circuit bending) |

|            |
| Glitch art |

|                                         |
| Ejemplo sencillo de animación abstracta |

|                     |
| Animación abstracta |

|                                |
| Tajo (2011) por Daniel Canogar |

|                                |
| LOPLITE (2014), por Muchomedia |

|                 |
| Imagen kinética |

|                                                                    |
| videoremix Back to Nature - Open Beelden (2011), por John Martens. |

|       |
| VJing |

|       |
| VJing |

|               |
| Música visual |

|                                                                             |
| Cuadrats, Homenaje a Mondrian (1968), por Domingo Sarrey de la Complutense. |

|                                                                                         |
| Videoinstalación J 2 Manhattan & Back 24-7-365 in HD Vol. 1 (2016) por Vytenis Jankūnas |

|                                          |
| Fotograma de una película de Stop Motion |

|                                                                     |
| Malta As Metaphor (2011), por Myriam Thyes, 2011 (videoinstalación) |

|              |
| Video jockey |

|                                           |
| Fish Flies on Sky (1987) de Nam June Paik |

|             |
| Videopoesía |

|                                   |
| Videomapping en Odense, Dinamarca |

## Lectura complementaria
- John Whitney (animator), "Armonía Digital - En la Complementariedad de Música y Arte visual", Libros de Byte, 1980
- Adriano Abbado, "Perceptual Correspondencias de Animación Abstracta y Sonido Sintético", Leonardo, Volumen 21, Asunto 5, MIT Prensa, 1988
- Andy Caza, Ross Kirk, Richard Orton, Benji Merrison, "Un modelo genérico para compositional aproximaciones a medios de comunicación audiovisuales", Cambridge Revistas, 1998
- Rodrigo F. Cádiz, "Lógica difusa en las artes: aplicaciones en sonido y composición audiovisuales síntesis", NAFIPS, 2005
- Michael Faulkner/D-FUSIBLE, "vj audio-arte visual + vj cultura", Laurence King Editorial Ltd, 2006
- Mick Grierson, "composición Audiovisual", a la píldora, 2007
- Holly Rogers, Sonando la Galería: Vídeo y el Aumento de Música de Arte (Nueva York: Oxford Prensa Universitaria, 2013).

- Datos: Q4819927